# Eva (opera)

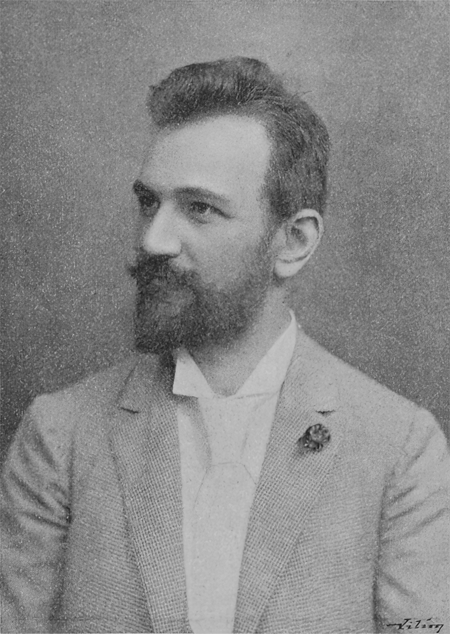
Josef Bohuslav Foerster 1898.

Eva är en tjeckisk opera i tre akter med musik och libretto av Josef Bohuslav Foerster. Libretto bygger på pjäsen Gazdina roba av Gabriela Preissová.

## Historia
Preissovás pjäs är den omedelbara föregångaren till Její pastorkyňa ("Hennes styvdotter") på vilken Leoš Janáčeks opera Jenůfa (1904) bygger. Båda pjäserna utspelas i samma region i Böhmen, Slovácko. Men medan Janáčeks opera mer höll sig till originalberättelsen uteslöt Foerster en del mindre biroller och översatte den regionala dialogen till vers. Trots de många genuina danser och körer som förekommer i akt III har Foersters opera inget av de folkloristiska ambitioner som återfinns i Jenůfa. Resultatet är en något föråldrad opera, djupt rotad i 1800-talets operakonventioner. Operan hade premiär den 1 januari 1899 på Nationalteatern i Prag.

## Personer
- Eva, en fattig sömmerska (sopran)
- Mešjanovka, en rik änka (alt)
- Mánek, hennes son (tenor)
- Samek, en körsnär (baryton)
- Zuzka (mezzosopran)
- Rubač, arbetare (bas)

## Handling
Eva är en fattig sömmerska som är förälskad i den rika änka Mešjanovkas son Mánek. De grälar och körsnären Samek tar hennes parti varpå hon accepterar att gifta sig med honom i stället. Men äktenskapet blir olyckligt. Eva får en inbjudan från Mánek som har gift sig. Han vill erbjuda henne tjänsten som hushållerska på gården där han arbetar. Hon drömmer om att han ska bli lutheran som hon, skilja sig från sin hustru och äkta henne. Men väl där grusas förhoppningarna av skvaller, och då Mešjanovka anländer har inte Mánek modet att stå upp emot sin dominanta moder. Eva ser ingen annan utväg än att begå självmord. Innan hon hoppar i floden Donau utbrister hon lättat "Ja vidím raj!" ("Jag ser paradiset!").